# Eastland (Teksas)
Eastland je grad u američkoj saveznoj državi Teksas. Prema popisu stanovništva iz 2010. u njemu je živjelo 3.960 stanovnika.